# Adele Passy-Cornet

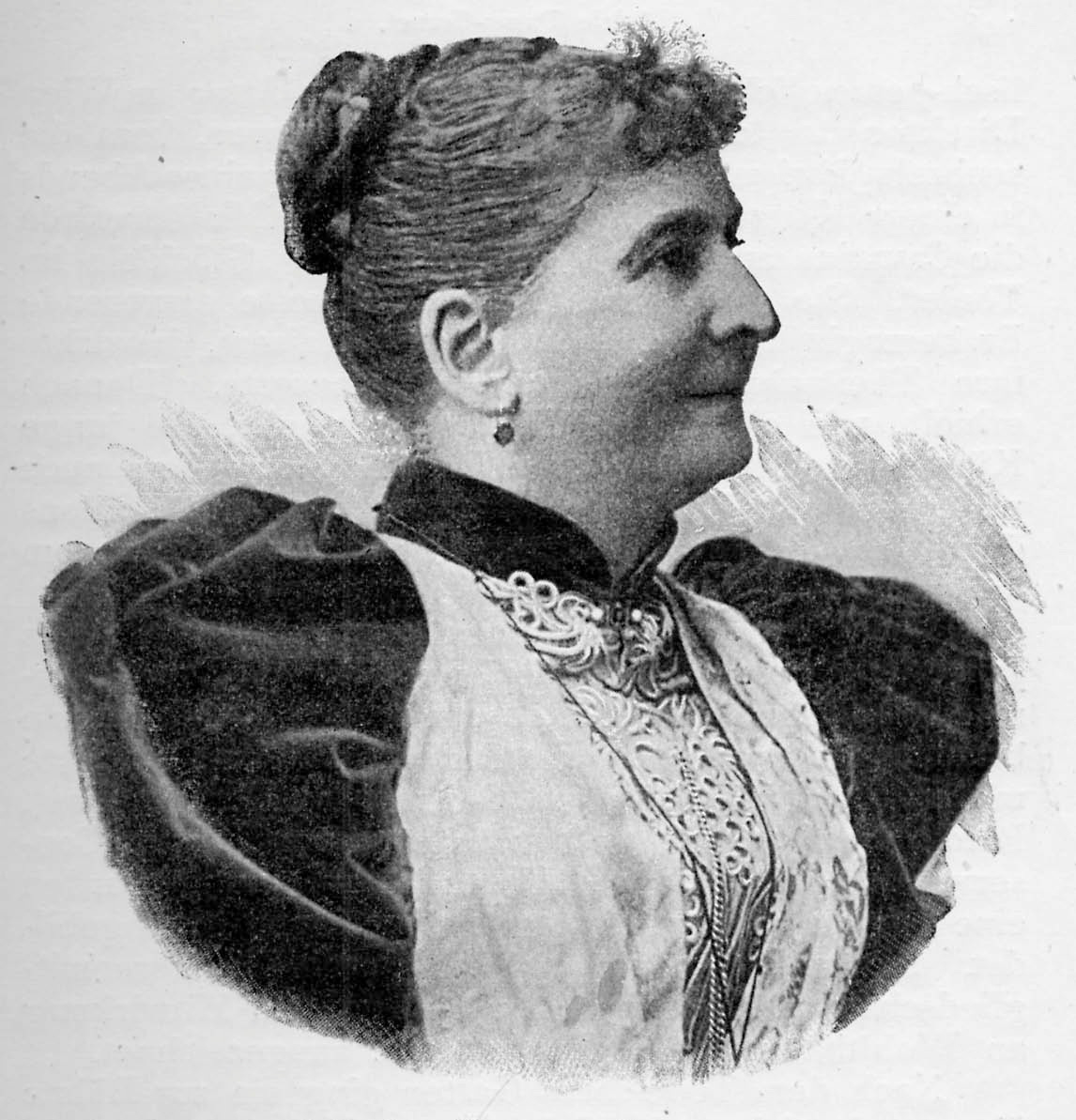
Adele Passy-Cornet

Adele Passy-Cornet (* 22. Januar 1838 in Braunschweig; † 2. November 1915 in Nürnberg) war eine deutsche Opernsängerin (Sopran).

## Leben
Adele war eine Tochter des Opernsängerehepaars Julius und Franziska Cornet. Nach erstem künstlerischem Unterricht durch die Mutter ging sie nach Hamburg und nahm dort Gesangsunterricht. Anschließend wurde sie nach Österreich engagiert und trat u. a. bei Konzerten am Wiener Hof auf.
Später hatte sie als Koloratrice auch in ihrer Heimat Auftritte; u. a. in Braunschweig, Hamburg und Hannover. Nach ihrer Eheschließung 1857 bekam Passy-Cornet 1865, mit 27 Jahren, ein Engagement am Theater am Kärntnertor in Wien und debütierte dort mit überragendem Erfolg als „Königin der Nacht“. Obwohl sie in kurzer Zeit große Erfolge erzielen konnte und sich ihre Engagements und Tourneen aussuchen konnte, widmete sie sich bald nur noch dem gelegentlichen Konzertgesang.
Adele Passy-Cornet gründete in Wien eine Private Gesangsschule und leitete diese bis 1881, ehe sie einen Ruf als Docentin für Gesang und Stimmbildung an der Franz-Liszt-Musikakademie in Budapest annahm. 1892 gab sie dieses Amt auf und kehrte nach Deutschland zurück. Sie ließ sich in Nürnberg nieder und wirkte dort noch einige Jahre als Gesangslehrerin.
Ihrer Ehe entstammten Anna Prasch-Passy, Anton Passy-Cornet und Josef Passy-Cornet.

## Rollen (Auswahl)
- Königin der Nacht – Die Zauberflöte (Wolfgang Amadeus Mozart)
- Isabella –  Robert le diable  (Giacomo Meyerbeer)
- Rosina –  Il barbiere di Siviglia   (Gioacchini Rossini)

## Schülerinnen (Auswahl)
- Caroline Charles-Hirsch, Anna Jäger, Julie Kopacsy-Karczag